# Будинок Чернігівської жіночої гімназії
Будинок Чернігівської жіночої гімназії — пам'ятка архітектури та пам'ятка історії місцевого значення у Чернігові. Зараз у будівлі розміщується Чернігівський обласний художній музей.

## Історія
Рішенням виконкому Чернігівської обласної ради народних депутатів від 26.03.1984 № 118 будинку надано статус «пам'ятника архітектури місцевого значення» з охоронним № 11-Чг. Будівля має власну «територію пам'ятника» та розташована у «комплексній охоронній зоні пам'яток історичного центру міста», за правилами забудови та використання території. На будівлі встановлено інформаційну дошку.
Надано статус «пам'ятник історії місцевого значення» з охоронним № 2009 під назвою «Будинок колишньої жіночої гімназії, в якій у 1904—1911 роки навчалася С. І. Соколовська — учасниця боротьби за владу рад».

## Опис
Будинок збудований 1899 року на розі історичних Катеринівської та Гончої вулиць (зараз Музейна) з фасадом на бік Гімназичної площі, створеної на початку ХІХ століття. Архітектор — Дмитро Савицький. Кам'яний, 2-поверховий на цоколі, П-подібний у плані будинок, з чотирисхилим дахом. Побудований у традиціях класицизму. За червону лінію фасаду виступає ризаліт, який завершується горизонтальною лінією аттика. Фасад оздоблений пілястрами. З північно-східного боку (з боку Музейної вулиці) прибудовано обсяг.
У період 1899—1919 рр. у будинку перебувалаЧернігівська жіноча гімназія, з 1919 року в будівлі розміщувалася школа № 2 імені В. І. Леніна. Під час Другої світової війни: у серпні 1941 року будівлю було спалено. Будівлю було відновлено наприкінці 1943 року.
1979 року на фасаді будівлі було встановлено меморіальну дошку більшовику Софії Соколовській, яка навчалася у гімназії; нині демонтовано. З 1983 року у будівлі розміщується Чернігівський обласний художній музей.
Меморіальні дошки:
1. більшовичці, революціонерці Софії Соколовській — демонтовано[4] — на будівлі гімназії, де навчалася